# 伝説の女優 サーヴィトリ
『伝説の女優 サーヴィトリ』（でんせつのじょゆう サーヴィトリ、Mahanati）は、2018年に公開されたインドのテルグ語伝記映画。ナーグ・アシュウィンが監督を務め、主要キャストにはキールティ・スレーシュ、ドゥルカル・サルマーン、サマンタ・アッキネーニ、ヴィジャイ・デーヴァラコンダが起用された。南インド映画の女優サーヴィトリの生涯（女優デビューからジェミニ・ガネーサンとの結婚、栄光と転落）を彼女を取材するジャーナリストの視点から描いている。ハイデラバードで主要撮影が行われ、ミッキー・J・メイヤルが手掛けたサウンドトラックは批評家から高い評価を得た。
2018年5月9日に公開され、同月11日にはタミル語吹替版とマラヤーラム語吹替版が公開された。映画はサーヴィトリ役のキールティの演技が絶賛され、興行的・批評的に大きな成功を収めた。日本では2020年にインディアンムービーウィーク2020で上映されている。映画は第49回インド国際映画祭の「インド・パノラマ部門」、上海国際映画祭でも上映され、インディアン・フィルム・フェスティバル・メルボルンでは名誉賞を受賞した。また、第66回国家映画賞では3つの賞を受賞している。また、主演のキールティはフィルムフェア賞 南インド映画部門、南インド国際映画賞、エジソン賞、ノルウェー・タミル映画祭賞など複数の映画賞で主演女優賞を受賞またはノミネートされた。

## ストーリー
スター女優のサーヴィトリはバンガロールで意識を失い病院に搬送され、1年間昏睡状態に陥っていた。プラジャヴァニの女性記者マドゥラワーニは編集長からサーヴィトリの記事を書くように指示され、彼女との同行を志願したアントニーと共にサーヴィトリの夫ジェミニ・ガネーサンの自宅に向かう。2人はそこで出会った老写真家のケーシャヴァからサーヴィトリからの手紙を受け取り、手紙の中に彼女の過去を知っていると思われる「シャンカライヤ」という人物に関する記述を発見して調査を始める。マドゥラワーニはサーヴィトリの病室に入り込み、彼女の伯母がサーヴィトリの息子に母親の過去を話している姿を目撃する。
1942年のヴィジャヤワーダ。夫と死別したスバードランマは娘のサーヴィトリを連れて姉ドゥルガマンバとチョーダリー夫妻の家で暮らし始め、サーヴィトリは同地でスシーラと親友になった。成長したサーヴィトリはダンスを学び、スシーラと共に舞台に出演するようになった。しかし、映画の台頭により舞台の人気は下がり、チョーダリーはサーヴィトリを映画女優にするためマドラスのに向かうが、14歳という若さとタミル語が話せないという理由で出演の機会を得ることができなかった。そんな中、キャスティング部門で働くジェミニ・ガネーシャンと出会い、サーヴィトリは彼に宣伝用の写真を撮ってもらう。1年後、ジェミニの写真を見たチャクラパーニにスカウトされ主演デビューすることになったが、台詞を何度も間違えて監督のプラサードを怒らせてクビにされてしまう。しかし、サーヴィトリは歌とダンスの才能を見出されて別の映画で女優デビューを果たした。
女優デビューしたサーヴィトリはタミル語を覚えることに苦労していたが、共演者となったジェミニの協力でタミル語をマスターし、彼と共にスター俳優の道を進んでいく。やがて2人は互いに想いを寄せるようになるが、ジェミニは既婚者で子供もいたため結婚することはできなかった。ジェミニはサーヴィトリに自分の想いを伝え結婚に踏み切るが、チョーダリーは既婚者との結婚を認めずサーヴィトリと絶縁する。サーヴィトリは結婚を機に女優を引退しようと考えるが、チャクラパーニに説得され引退を思い留まり映画出演を続ける。やがてサーヴィトリは映画業界で不動の地位を確立するが、人気が落ち始めたジェミニは彼女に嫉妬して酒浸りになっていく。
女優として名声を得たサーヴィトリは周囲の人々に誘われ監督デビューすることになるが、初監督作の公開初日にジェミニが浮気していたことが発覚する。激怒したサーヴィトリはジェミニを屋敷から追い出し、彼と同じように酒浸りになりアルコール依存症に陥ってしまう。次第にサーヴィトリの周囲には財産目当ての人々が集まり始め、彼らに言われるまま借金を重ねた結果、国税局から財産を差し押さえられてしまう。追い打ちをかけるように母と死別し、飲酒を止めさせようとした娘と口論になり誤って火事を起こしてしまう。病院に搬送されたサーヴィトリはチョーダリーと再会して和解し、禁酒と娘を結婚させることを約束する。退院したサーヴィトリは売り払い、小さな役柄で映画業界に復帰する。彼女は依存症患者のためのリハビリ施設を開設しようとするが、所得税の申告漏れが発覚して国税局から追徴税の支払いを求められ、友人たちに助けを求めるが拒否されてしまう。翌日、サーヴィトリは息子を連れてバンガロールを訪れ、そこでジェミニに電話をかけるが、話をする前に切電してしまう。サーヴィトリは止めていた酒を飲み出し、昏睡状態に陥ってしまう。
マドゥラワーニは調査を進める中でアントニーへの想いを強くしていく。彼女は父が決めた結婚を断りアントニーの元に向かい、彼が他の女性と結婚するのを阻止しようとするが、結婚するのはアントニーの妹だったことが判明する。勘違いに気付いたマドゥラワーニは戸惑うが、想いを伝えたことでアントニーと結ばれる。調査の結果を記事にしたマドゥラワーニはサーヴィトリの病室を訪れ、彼女が長年探していた亡父のことが書かれた記事を手渡し、病室を後にする。サーヴィトリは昏睡状態のまま意識が戻らず、1981年12月26日に死去したことが語られる。回想の中でサーヴィトリは「シャンカライヤ」と書かれた石像の側でスシーラと語り合い、彼女に「映画の中でまた私に会える」と告げる。

## キャスト
- サーヴィトリ - キールティ・スレーシュ
- ジェミニ・ガネーサン（英語版） - ドゥルカル・サルマーン（英語版）
- マドゥラワーニ - サマンタ・アッキネーニ
- ヴィジャイ・アントニー - ヴィジャイ・デーヴァラコンダ
- K・V・チョーダリー - ラジェーンドラ・プラサード（英語版）
- スバードランマ - ディヴィヤー・ヴァーニー
- ドゥルガマンバ - バーヌプリヤー
- スシーラ - シャリーニ・パーンデー（英語版）
- アルリ・チャクラパーニ（英語版） - プラカーシュ・ラージ
- 『プラジャヴァニ（英語版）』の編集長 - タニケッラ・バラニ
- アラメル・ガネーサン - マーラヴィカ・ナーヤル
- スシーラ（幼少期） - シヴァ
- マドゥラワーニの母 - トゥラシ（英語版）
- サーヴィトリ（幼少期） - サーイ・テージャスウィニ

ゲスト出演
- アッキネーニ・ナゲシュワラ・ラオ - ナーガ・チャイタニヤ（英語版）
- N・T・ラーマ・ラオ（モーションキャプチャ）
- S・V・ランガ・ラオ（英語版） - モーハン・バーブ
- ケーシャヴァ - ナレーシュ（英語版）
- K・V・レッディ（英語版） - クリシュ
- L・V・プラサード - シュリーニヴァース・アヴァサラーラ
- P・プライヤー（英語版） - マノバーラー（英語版）
- ヴェーダンタム・ラーガヴァイヤ（英語版） - サンディープ・ヴァンガ（英語版）
- シンギータム・シュリーニヴァーサ・ラーオ（英語版） - タルン・バースカル（英語版）
- ピンガリ・ナゲンドラ・ラオ（英語版） - サーイ・マーダヴ・ブッラ（英語版）
- 撮影監督 - ダニ・サンチェス＝ロペス

## 製作

### 企画

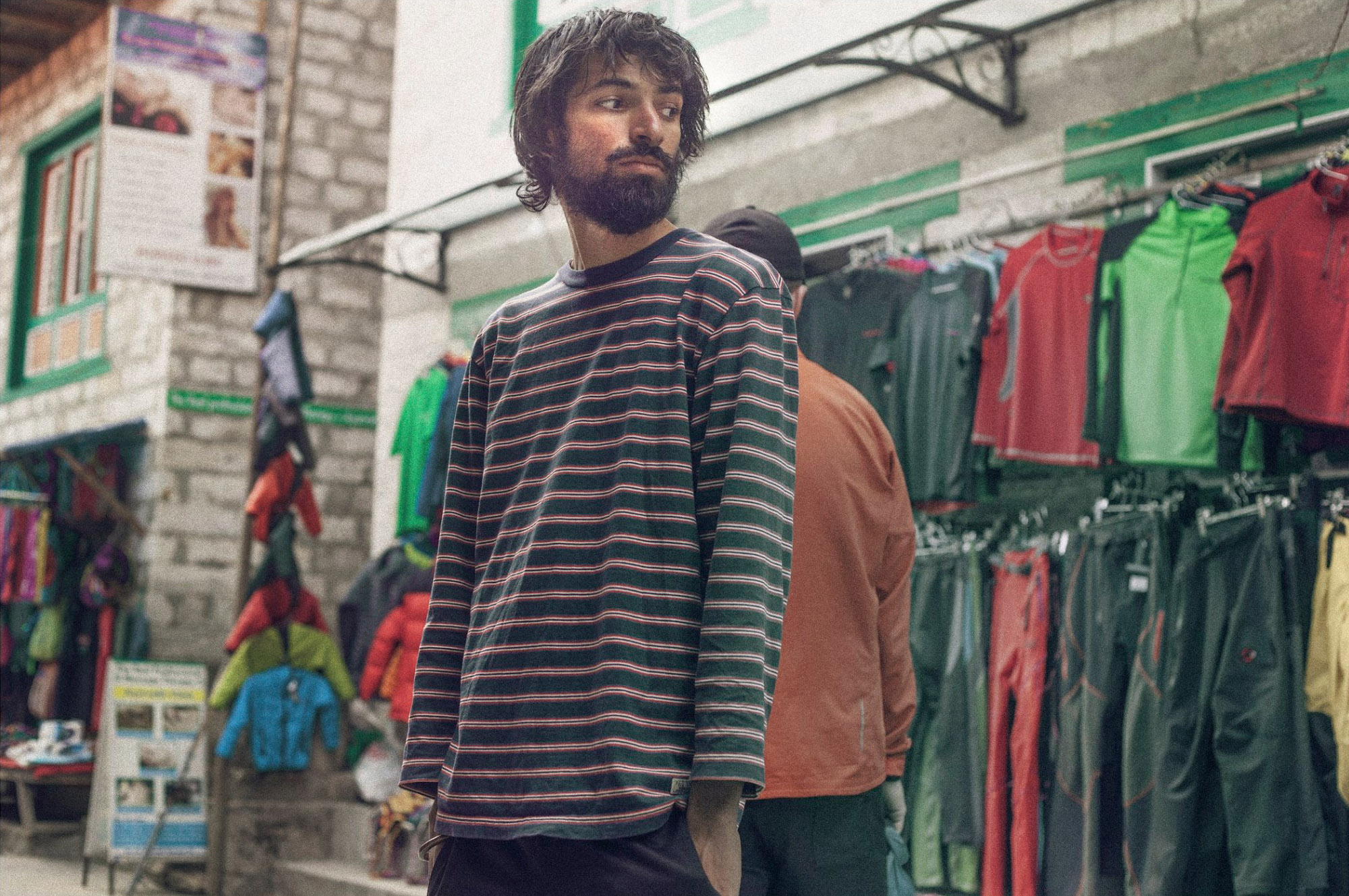
ナーグ・アシュウィン

2016年5月、ナーグ・アシュウィンは南インド映画の女優サーヴィトリを題材にした新作映画の製作を発表した。発表当初の段階ではテルグ語・タミル語で同時撮影する予定だったが、最終的にはテルグ語での製作となり、タミル語吹替版が後に製作された。また、この時点で脚本は完成しており、キャストの選考であることも明かされた。アシュウィンは脚本の執筆に際して、サーヴィトリと交流のあったジャーナリストや俳優を取材し、関連書籍を読んで6か月間かけて執筆した。彼はサヴィトリを題材にしたことについて、「無一文から最初のスーパースター女優になった非常に興味深い人生」であり「何故彼女が伝説になったのかを知る必要がある」ためと語っている。また、「サーヴィトリに関するラジオを聞いたのがきっかけ」とも語っている。

### キャスティング
製作発表後、サーヴィトリ役の候補としてアヌシュカ・シェッティ、ソーナークシー・シンハー、ヴィディヤー・バーランの名前が取沙汰された。2016年8月にアシュウィンは報道を否定し、主演女優は大衆投票で決定するつもりであると語っている。製作チームは複数の女優と出演交渉を行っていたが、そのうちニティヤ・メーノーンとの交渉は不調に終わっている。同年12月にサマンタ・アッキネーニの出演が発表されたが、彼女はサーヴィトリ役ではなく物語を俯瞰する立場のキャラクターを演じることが明かされた。IndiaGlitzはサマンタが演じる役はサーヴィトリの友人だったジャムナーの可能性があると報じている。2017年1月初旬にキールティ・スレーシュがサーヴィトリ役を演じることが発表された。サーヴィトリの夫ジェミニ・ガネーサン役にはスーリヤやR・マーダヴァンが検討されたが、アシュウィンは最終的にドゥルカル・サルマーンを起用した。同じくジェミニ役の候補だったヴィジャイ・デーヴァラコンダは別の役で出演することが決まり、バーヌプリヤーはボイスオーバーとして出演している。キールティは役作りのためにサーヴィトリの娘と対談している。

### 撮影
2017年5月29日にハイデラバードのラーマクリシュナ・スタジオで主要撮影が始まり、映画のタイトルは「Mahanati」に決まった。第1スケジュールの撮影にはラジェンドラ・プラサードが参加し、ミッキー・J・メイヤルとダニ・サンチェス＝ロペスがそれぞれ作曲家、撮影監督として参加している。アシュウィンはジェミニ役のドゥルカルの描写について、単なる外見的な類似性ではなく心情的な面を重視していることを明かしている。キールティは6月初旬に歌曲シーンの撮影のために体重を増やすように指示を受け、8月からはプラカーシュ・ラージが撮影に参加した。撮影は2018年3月22日に終了した。同月26日からはタミル語吹替版の製作が始まり、ドゥルカル、キールティ、サマンタのパートの吹き替えが行われた。

### 衣装デザイン
ジュエリーデザイナーのナヴィーン・サングリはハイデラバードのジュエリー業者と協力して、サーヴィトリの出演作を鑑賞して彼女が身に付けていたジュエリーの種類を研究した。金、クンダン、ダイヤモンドは彼女が身に付けていたものと同じ形にデザインされた。デザインチームによると、最も再現が難しかったものは60年以上前のルビーのネックレスとヴァッダナムだったという。また、ナヴィーンはデザインのために数日間欠けてサーヴィトリの家族と面会し、彼女の嗜好を研究している。衣装デザイナーのガウラン・シャーは、衣装製作には100人のデザイナーが参加して1年以上の歳月を要したと語っている。また、彼らは数か月間かけて衣装を研究したとも語っている。

### 音楽

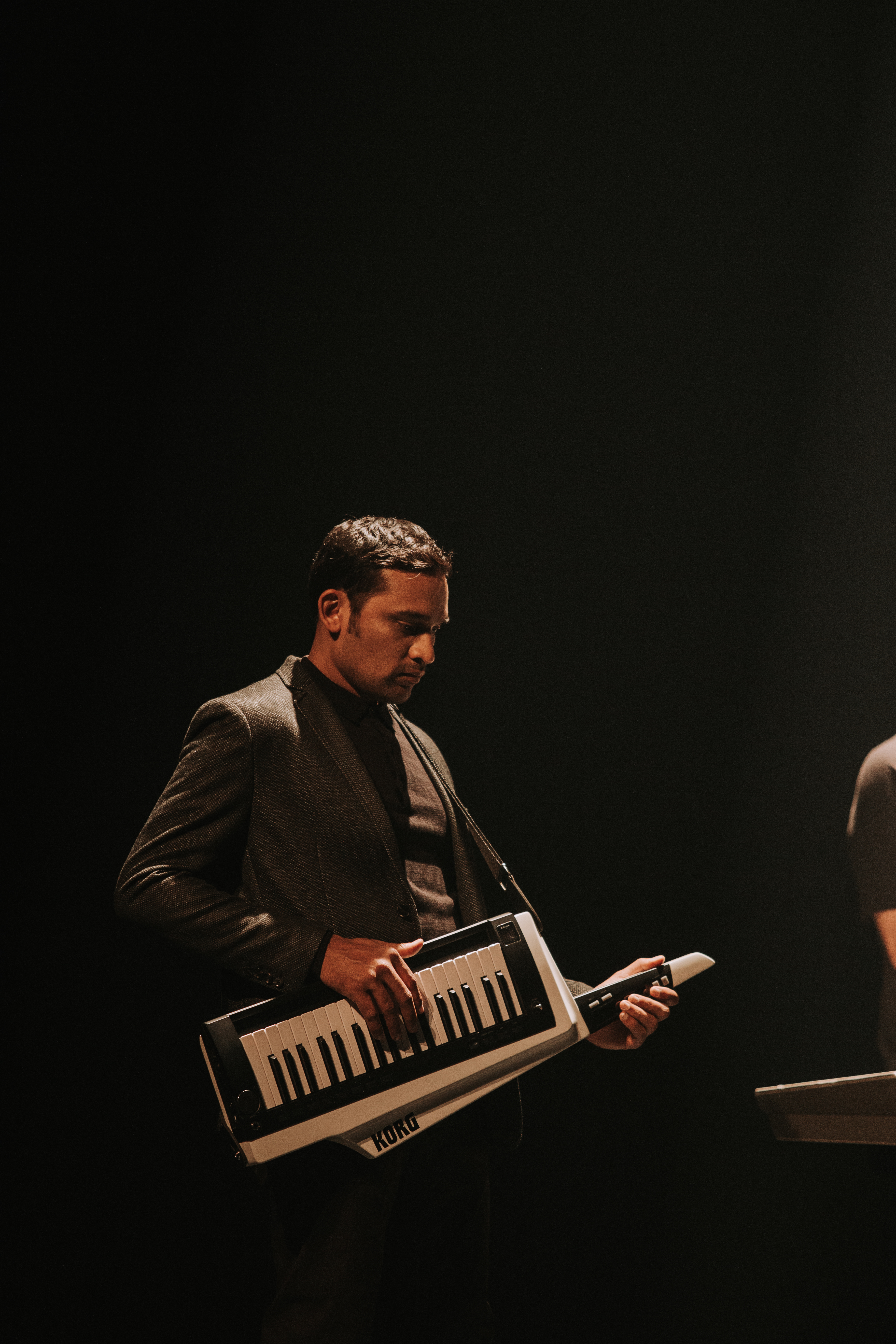
ミッキー・J・メイヤル

映画音楽の作曲はミッキー・J・メイヤルが手掛けている。彼はサウンドトラックの作曲について、「私は旅行中にトラックを作曲し、スタジオに戻った時に完成させました。しかし、タイトル・トラックの録音を始めると、古い時代の音と現代の完成をマッチさせることに苦労しました。私は歌姫の映画を観たことはありませんが、当時の音楽を理解するために古いヒンディーソングを聴きました」と語っている。
映画音楽のオーディオ権はアーディティヤ・ミュージックが取得した。シリヴェンネラ・シータラーマ・サストリーが作詞、アヌラーグ・クルカルニーとシュレヤ・ゴシャルが歌手を務めた「Mooga Manasulu」は2018年4月20日にリリースされ、マダン・カールキが作詞、アヌラーグ・クルカルニーとナヤナ・ナーイルが歌手を務めた同曲のタミル語版が「Mauna Mazhaiyile」のタイトルで同時リリースされた。同曲は1970年代から1980年代にかけての黄金時代を彷彿とさせるノスタルジックな作詞となっている。同月26日にはセカンド・シングルトラックがリリースされ、「Thandhaay」（タミル語版のタイトルは「Sada Nannu」）はチャルラータ・マニが歌手を務めた。5月1日に全曲収録されたアルバム「Mahanati 」がリリースされ、同月5日にタミル語版アルバム「Nadigaiyar Thilagam」がリリースされた。アルバムには5曲収録されており、6月1日に6曲目の「Gelupuleni Samaram」（タミル語タイトルは「Amudhai Pola Kidaithaai」）がリリースされた。映画公開50日目となる同月27日にはデュアルオーディオ「Mooga Manasulu」（タミル語版タイトルは「Mauna Mazhaiyile」）がリリースされた。

## マーケティング
2017年3月8日の国際女性デーに合わせてキールティとサマンタを描いた映画ポスターが公開された。10月17日のキールティの誕生日に合わせて彼女が演じるサーヴィトリのファーストルックが公表され、サーヴィトリの誕生日の12月6日に合わせて映画のロゴビデオがYouTubeにアップロードされた。4月6日と10日にサマンタとデーヴァラコンダをフィーチャリングしたポスターが公開され、好意的な反応を得た。同月13日には2人をフィーチャリングした新しいポスターが公開され、翌14日には映画の予告編とファーストルックポスターが公開された。予告編は公開から半日で再生回数100万回を記録した。また、20種類の衣装を着たキールティの姿がポスターや静止画などの複数の媒体を通して公開され、翌週には新たな予告編を通してゲスト出演した俳優の詳細が明かされた。一方、インド映画としては珍しく劇場用予告編は製作されなかった。また、「マハーナティ回顧展」と題されたサーヴィトリの美術展が開催され、収益の30万ルピーはテルグ映画アーティスト協会を通じて2018年ケーララ州洪水の復興資金として寄付された。

## 公開
『伝説の女優 サーヴィトリ』は2018年3月29日公開の予定だったが、VFX作業の遅れから5月公開に延期された。5月9日に全国公開され、タミル語吹替版は同月11日に公開された。海外配給権は4500万ルピーでニルヴァーナ・シネマズが取得し、同時にヴィジャヤンティ・ムービーズとスワプナ・シネマが今後製作する全作品の海外配給権もニルヴァーナ・シネマズが取得している。デジタル配信権はAmazonプライム・ビデオが取得し、テレビ放送権はスター・マーが取得している。8月19日にテレビ初放送された際には個人の延べ視聴率20.16%を記録した。タミル語吹替版の衛星放送権はジー・タミルが取得している。プレミア上映にはアトリー、S・S・ラージャマウリ、ラーム・チャランなどが招待され製作チームを称賛した。ラージャマウリは「ドゥルカルの演技のファンである」と述べて彼を賞賛し、ラーム・チャランは「偉大な伝記映画」を完成させた製作チームを賞賛している。
アーンドラ・プラデーシュ州首相のナラ・チャンドラバブ・ナイドゥは映画に感銘を受けて免税措置を取ろうとしたが、プロデューサーのC・アシュウィニー・ダットは申し出を辞退している。同月17日から海賊版が横行するようになり、興行成績に大きな影響を与えている。これは『Bharat Ane Nenu』『ランガスタラム』『Naa Peru Surya, Naa Illu India』などの大作映画がスクリーンを独占していたため『伝説の女優 サーヴィトリ』の上映スクリーンを確保できず、チケットを入手できなかった人々が海賊版に集中したことが原因とされている。この問題は公開2週目に上映スクリーン数が増加したことで改善された。6月第3週からは老人ホームで無料上映が実施された。

## 評価

### 興行収入
『伝説の女優 サーヴィトリ』は女性を主人公とした南インド映画で、最も興行的に成功した作品となった。アメリカ合衆国では公開初日の興行収入が、アーンドラ・プラデーシュ州とテランガーナ州の公開初日の合計興行収入を上回り、同国で公開されたテルグ語映画の歴代公開初日興行成績第4位となった。公開週末のテルグ語オリジナル版・タミル語吹替版の合計興行収入は3億5000万ルピーを記録し、海外成績は2億8700万ルピーを記録している。

### 批評

#### 映画の批評

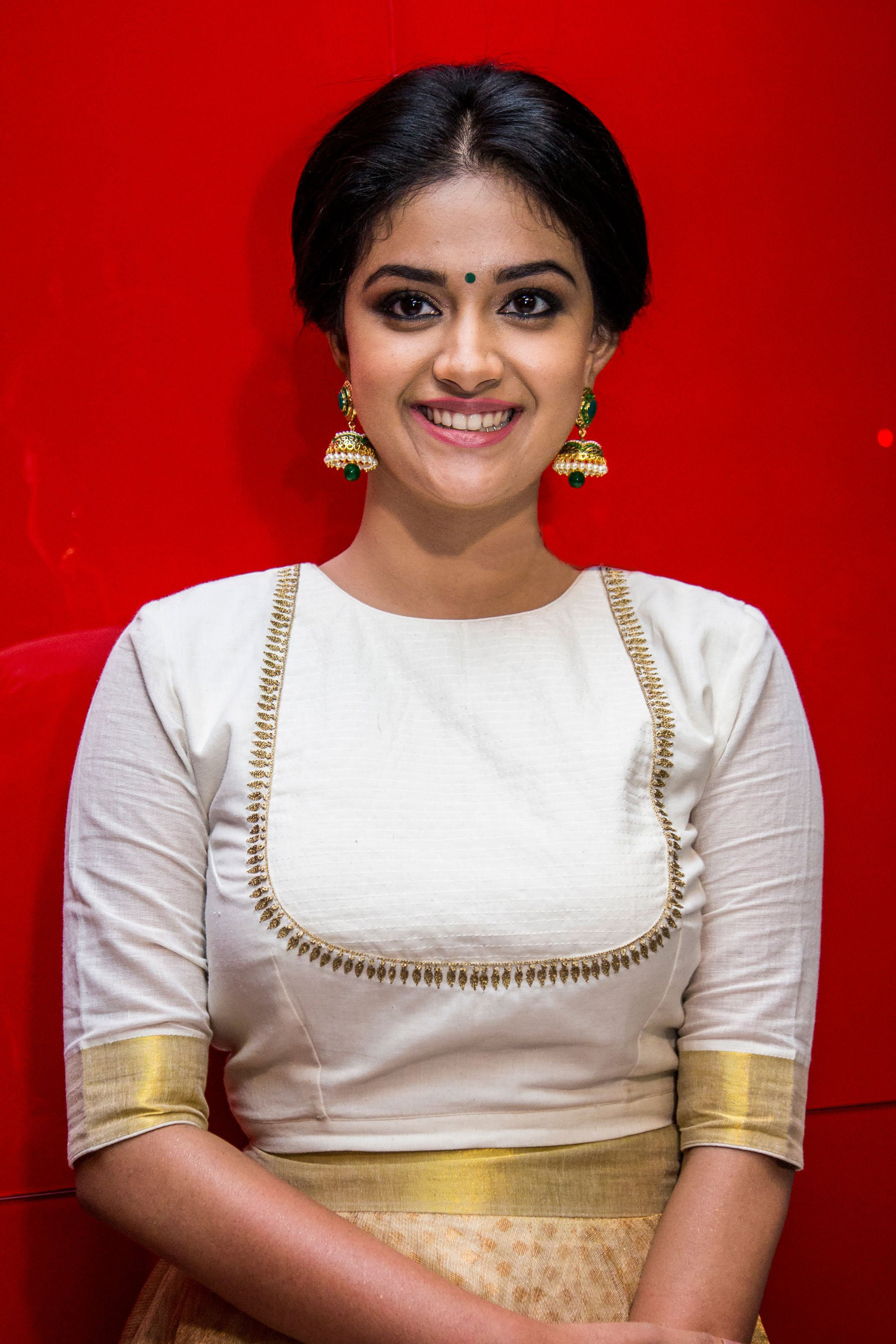
キールティ・スレーシュの演技は批評家から絶賛された。

『伝説の女優 サーヴィトリ』は批評家から好意的な評価を得ている。ニーシタ・ニャパティはザ・タイムズ・オブ・インディアに寄稿して4/5の星を与え、「3時間近いスパンでサーヴィトリの生涯を描いた『伝説の女優 サーヴィトリ』を"サーヴィトリの祝典"と呼ぶのは控えめな表現になります。テルグ語映画業界には、このような感情を抱かせる作品は少数しかありません」と批評している。Sifyは「ナーグ・アシュウィンは監督として、感情的で心に訴えかける方法でサーヴィトリの物語を伝えました。彼のディレクションは傑出しています。観客はキールティが完璧なサーヴィトリであることに気付き、サルマーンが最高の演技を見せたことに気付くでしょう」と批評している。インディア・トゥデイのジャーナキ・Kは一見小さな出来事に見える事柄に与えられた重要性に注目し、「『伝説の女優 サーヴィトリ』を史上最高の伝記映画の一つにしているのは、まさにこのためである」と批評している。
インディアン・エクスプレスのマノージュ・クマールは4/5の星を与え、「ナーグの映画における4人の最高の人物はドゥルカル・サルマーン、キールティ・スレーシュ、サマンタ・アッキネーニ、そして衣装デザイナーです。彼ら3人の俳優は素晴らしく、等しく映画を背負っています」と批評している。ヒンドゥスタン・タイムズのプリヤンカー・スンダルは3.5/5の星を与え、ドゥルカル・サルマーンの演技を高く評価している。ザ・ヒンドゥーのサンギータ・デーヴィ・ドゥンドゥーは「キールティとドゥルカルが伝説の俳優たちのマンネリズムを吸収しているが単なるカリカチュアに留まっておらず、この映画は2人のものとなっている。ドゥルカルは労せずしてスコアを獲得し、キールティはスクリーン上の全ての瞬間を手に入れています」と批評している。
スレーシュ・カヴィラヤニはデカン・クロニクルに寄稿して4/5の星を与え、「ミッキー・Ｊ・メイヤルの音楽とバックグラウンドスコアが映画の価値を高めている」と批評している。アルチャナ・ナーダンはScroll.inに寄稿して「映画は野心的なキャストを誇っており、その幾人かは注意深く選ばれています。伝説級のS・V・ランガ・ラオ役のモハン・バーブ、K・V・レッディ役のクリシュ・ジャガルラームディ、アッキネーニ・ナゲシュワラ・ラオ役のチャイタニヤ・アッキネーニ、L・V・プラサード役のアヴァサラーラ・スリニヴァス。しかし、映画を背負い、サーヴィトリのドラマティックで悲壮な人生に招待するのはキールティです」と批評している。ファーストポストのムリドゥラー・ラーマドゥグは、映画の最も評価するべき点はサーヴィトリの人生を脚色しなかったことであり、「そのような一方に偏らない映画にすることは非常に難しい」と批評している。ニュース・ミニッツのクリシュナ・スリパーデは「恐らく南インド映画業界で最も尊敬される女性像を描いた『伝説の女優 サーヴィトリ』の物語は、一生に一度の叙事詩です」と批評し、「映画は涙を通してあなたを笑顔にするでしょう」と語っている。
ファーストポストのヘマント・クマールは3/5の星を与え、「著名人のWikipediaページを読んでいるようなものです。あなたは探し求めているもの全てを手に入れるが、それは同一人物に関する詳細な書籍を読むことと同じ意味を持つものではありません」と批評している。マトルブーミのアクシャラ・K・Vは3/5の星を与え、「インターバル後の第2部がもたついていたので、上映時間はもっと短くできた可能性があります」と批評している。バラドワジ・ランガンはフィルム・コンパニオンに寄稿し、「『伝説の女優 サーヴィトリ』は数々の欠点があるにもかかわらず、安易に酷評することはできません。何故なら、それは忘れ去られた時代を思い出させるからです。映画は傷付いたフィルムプリントとコンピュータ化された色によって愛情を込めて再現されています」と批評している。

#### 映画音楽の批評
映画音楽も好意的な評価を得ている。Scroll.inはサウンドトラックについて「ミッキー・J・メイヤルのサウンドトラックには、サーヴィトリの人生の節目に応じたソウルフルでドラマティックな曲があります」と批評している。ファーストポストは、サウンドトラックがメイヤルの最高の作品の一つであり、「サウンドトラック『Mahanati』には、あなたを懐かしい気持ちにさせるソウルフルな曲で溢れています」と批評している。Indiaglitzは3/5の星を与え、「ナーグ・アシュウィンの功績は、"Sada Ninnu"と"Chivaraku Migiledi"を思いついた時に、決まり文句に逆らったことです。奥深い歌詞と楽しい声で、アルバムは勝者になったのです」と批評している。ミュージック・アラウドは3.5/5の星を与え、「厳選した良曲には"Sada Nannu"、"Aagipo Baalyama"、"Mooga Manasulu"が挙げられる」と批評している。ヴィピン・ナーイルは2.75/5の星を与え、デシ・ミュージック・バザールは4.5/5の星を与えて「ミッキー・J・メイヤルは素晴らしいサウンドトラック『Mahanati』を発表した。楽曲はスタンドアローン・ナンバーとして楽しまれることは間違いなく、映像と共に楽しい経験を得ることができる」と批評している。

#### 関係者の批評

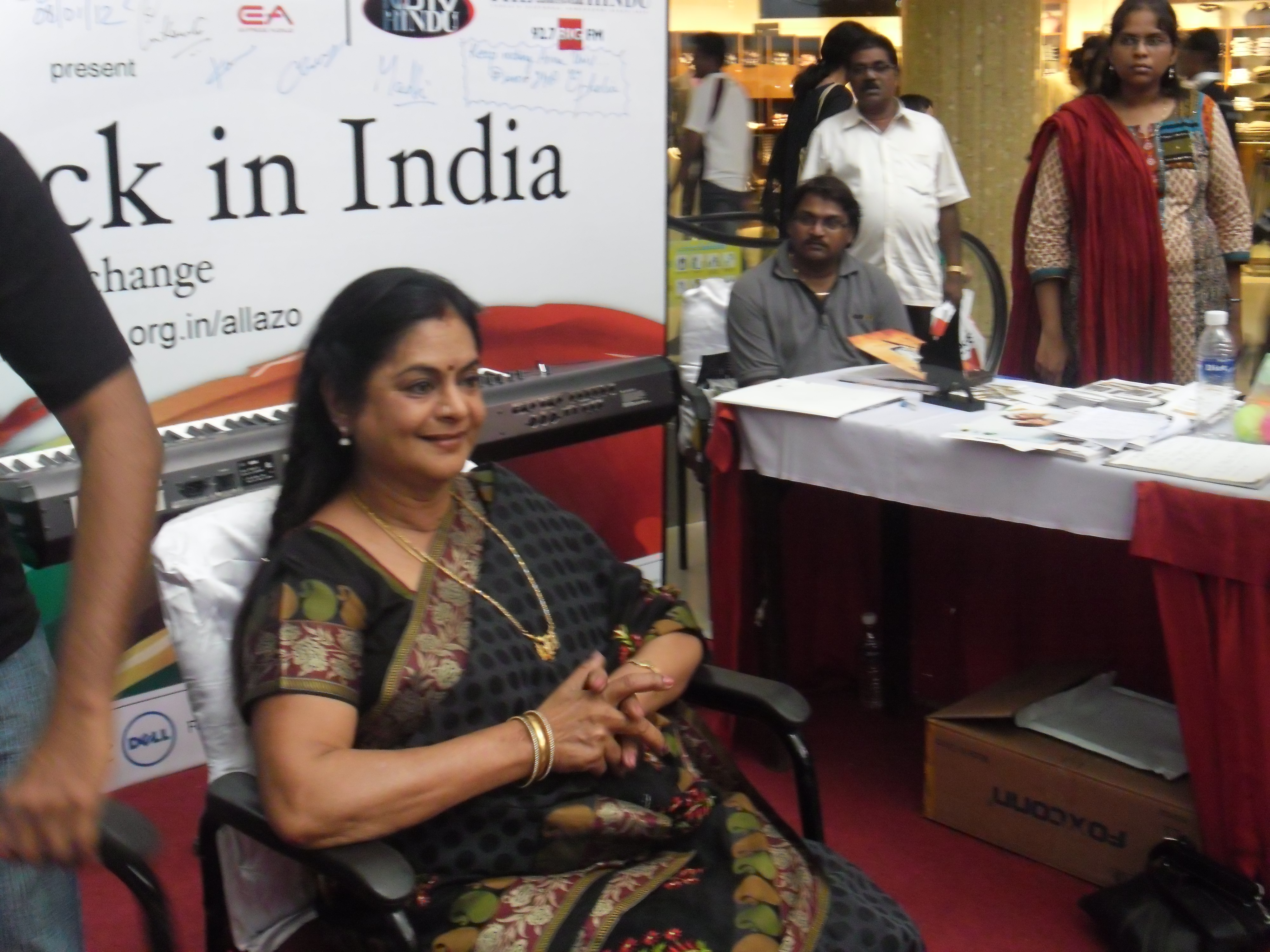
カマラ・セルヴァラージ

ジェミニと第1夫人アラメルの娘カマラ・セルヴァラージは、父の描写が不正確で事実に反していると批判した。彼女は「ジェミニがサーヴィトリの人気に嫉妬する狭量な人物に描写されている点」「サーヴィトリに飲酒を強要してアルコール依存症に陥るきっかけを作ったように描写されている点」「ジェミニとアラメルの行動が他の人物に差し替えられる、または描写されていない点（サーヴィトリが娘の結婚斡旋を頼んだ相手がアラメルからチョーダリーに差し替えられ、ジェミニがサーヴィトリの息子の大学進学と結婚を手助けした事実が描写されていない）」を特に批判しており、映画の唯一の美点はキールティの演技のみだと語っている。
ジェミニとサーヴィトリの娘ヴィジャヤ・チャムンデスワーニーはカマラの批判に関して、「私は母の視点から自分の認識の中で映画を観ました。私の姉妹は別の視点で観たのかも知れません。タミル人の彼女は映画がテルグ語映画として製作されたため、別の理解をしたのでしょう」とコメントしている。また、カマラは「製作チームはジェミニ・ガネーサンの親族や親しい友人に取材をせずに映画を作った」と批判したが、ナーグ・アシュウィンは彼女の批判に対して「シーンの詳細は伝えなかったが、彼女は事前にスワプナ・ダットと何度もミーティングしています」と反論している。

### 受賞・ノミネート
| 映画賞                                             | 部門                                       | 対象                                                            | 結果       | 出典            |
| -------------------------------------------------- | ------------------------------------------ | --------------------------------------------------------------- | ---------- | --------------- |
| エジソン賞                                         | 作品賞                                     | 伝説の女優 サーヴィトリ                                         | ノミネート | [ 18 ]          |
| エジソン賞                                         | 主演女優賞                                 | キールティ・スレーシュ                                          | ノミネート | [ 18 ]          |
| 第66回フィルムフェア賞 南インド映画部門            | テルグ語映画部門作品賞                     | 伝説の女優 サーヴィトリ                                         | 受賞       | [ 108 ] [ 16 ]  |
| 第66回フィルムフェア賞 南インド映画部門            | テルグ語映画部門監督賞                     | ナーグ・アシュウィン                                            | 受賞       | [ 108 ] [ 16 ]  |
| 第66回フィルムフェア賞 南インド映画部門            | テルグ語映画部門主演女優賞                 | キールティ・スレーシュ                                          | 受賞       | [ 108 ] [ 16 ]  |
| 第66回フィルムフェア賞 南インド映画部門            | テルグ語映画部門主演男優賞                 | ドゥルカル・サルマーン                                          | ノミネート | [ 108 ] [ 16 ]  |
| 第66回フィルムフェア賞 南インド映画部門            | テルグ語映画部門審査員選出男優賞           | ドゥルカル・サルマーン                                          | 受賞       | [ 108 ] [ 16 ]  |
| 第66回フィルムフェア賞 南インド映画部門            | テルグ語映画部門助演女優賞                 | サマンタ・アッキネーニ                                          | ノミネート | [ 108 ] [ 16 ]  |
| 第66回フィルムフェア賞 南インド映画部門            | テルグ語映画部門音楽アルバム賞             | ミッキー・J・メイヤル                                           | ノミネート | [ 108 ] [ 16 ]  |
| 第66回フィルムフェア賞 南インド映画部門            | テルグ語映画部門作詞家賞                   | シリヴェンネラ・シータラーマ・サストリー                        | ノミネート | [ 108 ] [ 16 ]  |
| 第66回フィルムフェア賞 南インド映画部門            | テルグ語映画部門女性プレイバックシンガー賞 | ラムヤ・ベーハラ                                                | ノミネート | [ 108 ] [ 16 ]  |
| インディアン・フィルム・フェスティバル・メルボルン | Equality In Cinema（名誉賞）               | 伝説の女優 サーヴィトリ                                         | 受賞       | [ 109 ] [ 110 ] |
| インディアン・フィルム・フェスティバル・メルボルン | 作品賞                                     | 伝説の女優 サーヴィトリ                                         | ノミネート | [ 109 ] [ 110 ] |
| インディアン・フィルム・フェスティバル・メルボルン | 主演女優賞                                 | キールティ・スレーシュ                                          | ノミネート | [ 109 ] [ 110 ] |
| インディアン・フィルム・フェスティバル・メルボルン | 助演女優賞                                 | サマンタ・アッキネーニ                                          | ノミネート | [ 109 ] [ 110 ] |
| 第66回国家映画賞                                   | テルグ語長編映画賞                         | 伝説の女優 サーヴィトリ                                         | 受賞       | [ 15 ]          |
| 第66回国家映画賞                                   | 主演女優賞                                 | キールティ・スレーシュ                                          | 受賞       | [ 15 ]          |
| 第66回国家映画賞                                   | 衣装デザイン賞                             | インドラクシー・パタナーイク、ガウラン・シャー アルチャナ・ラオ | 受賞       | [ 15 ]          |
| ノルウェー・タミル映画祭賞                         | 主演女優賞                                 | キールティ・スレーシュ                                          | ノミネート | [ 19 ]          |
| ノルウェー・タミル映画祭賞                         | 審査員特別賞                               | キールティ・スレーシュ                                          | 受賞       | [ 19 ]          |
| ラジオ・シティ・シネ・アワード                     | 主演女優賞                                 | キールティ・スレーシュ                                          | 受賞       | [ 111 ]         |
| 第8回南インド国際映画賞                            | テルグ語映画部門作品賞                     | 伝説の女優 サーヴィトリ                                         | 受賞       | [ 112 ] [ 17 ]  |
| 第8回南インド国際映画賞                            | テルグ語映画部門監督賞                     | ナーグ・アシュウィン                                            | ノミネート | [ 112 ] [ 17 ]  |
| 第8回南インド国際映画賞                            | テルグ語映画部門主演男優賞                 | ドゥルカル・サルマーン                                          | ノミネート | [ 112 ] [ 17 ]  |
| 第8回南インド国際映画賞                            | テルグ語映画部門主演女優賞                 | キールティ・スレーシュ                                          | 受賞       | [ 112 ] [ 17 ]  |
| 第8回南インド国際映画賞                            | テルグ語映画部門助演男優賞                 | ラジェンドラ・プラサード                                        | 受賞       | [ 112 ] [ 17 ]  |
| 第8回南インド国際映画賞                            | テルグ語映画部門音楽監督賞                 | ミッキー・J・メイヤル                                           | ノミネート | [ 112 ] [ 17 ]  |
| 第8回南インド国際映画賞                            | テルグ語映画部門女性プレイバックシンガー賞 | スニータ・ウパドラシュタ                                        | ノミネート | [ 112 ] [ 17 ]  |
| 第8回南インド国際映画賞                            | テルグ語映画部門作詞家賞                   | シリヴェンネラ・シータラーマ・サストリ－                        | ノミネート | [ 112 ] [ 17 ]  |
| 第8回南インド国際映画賞                            | テルグ語映画部門撮影賞                     | ダニサンチェス＝ロペス                                          | ノミネート | [ 112 ] [ 17 ]  |
| ジー・シネ・アワード・テルグ2018                   | 作品賞                                     | 伝説の女優 サーヴィトリ                                         | 受賞       | [ 113 ]         |
| ジー・シネ・アワード・テルグ2018                   | 監督賞                                     | ナーグ・アシュウィン                                            | 受賞       | [ 113 ]         |
| ジー・シネ・アワード・テルグ2018                   | 主演女優賞                                 | キールティ・スレーシュ                                          | 受賞       | [ 113 ]         |
| ジー・シネ・アワード・テルグ2018                   | 助演男優賞                                 | ラジェンドラ・プラサード                                        | 受賞       | [ 113 ]         |
| ジー・シネ・アワード・テルグ2018                   | 男性プレイバックシンガー賞                 | アヌラーグ・クルカルニー「Mahanati」                            | 受賞       | [ 113 ]         |
| ジー・シネ・アワード・テルグ2018                   | 子役賞                                     | サーイ・テージャスウィニ                                        | 受賞       | [ 113 ]         |
| ジー・シネ・アワード・テルグ2018                   | メイクアップ賞                             | ムーヴェンドラン                                                | 受賞       | [ 113 ]         |
| ジー・シネ・アワード・テルグ2018                   | 衣装デザイン賞                             | ガウラン・シャー                                                | 受賞       | [ 113 ]         |
| ジー・シネ・アワード・テルグ2018                   | スタイリスト賞                             | インドラクシー・パタナーイク                                    | 受賞       | [ 113 ]         |
| ジー・シネ・アワード・テルグ2018                   | クルー賞                                   | スワプナ・ダット、プリヤンカー・ダット                          | 受賞       | [ 113 ]         |
| 第1回テランガーナ・ガッダル映画賞                  | 第1位作品賞                                | 伝説の女優 サーヴィトリ                                         | 受賞       | [ 114 ]         |